# آندری خاموتوف

امضای آندری خاموتوف

آندری والنتینوویچ خاموتوف (به روسی: Андрей Хомутов - Andrei Khomutov) ورزشکار مرد رشتهٔ هاکی روی یخ اهل کشور اتحاد جماهیر شوروی است. وی در بین سال‌های ‎۱۹۸۴ تا ۱۹۹۲ میلادی در مسابقات بازی‌های المپیک زمستانی در مجموع ۳ مدال طلا را کسب کرد.